# Les Anciens d'AEGEE-Europe

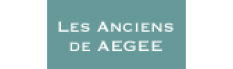
Logo Les Anciens

Les Anciens d'AEGEE is de alumnivereniging van AEGEE en heeft zo'n 650 leden. De vereniging is in mei 1990 in Parijs opgericht bij de EGEE VI-bijeenkomst. Haar leden zijn alumni uit het hele Europese netwerk van AEGEE.
Het doel van Les Anciens is om contact te onderhouden tussen voormalig AEGEE-leden onderling maar ook tussen oud-leden van AEGEE en de huidige generatie actieve leden.
De leden van Les Anciens adviseren AEGEE-Europe door gebruik te maken van ervaringen uit het verleden. Ook leggen de leden contacten van binnenuit tussen AEGEE-Europe en bedrijven en instellingen waar zij werken.
De vereniging houdt een adresbestand bij met de huidige functies van haar leden zodat het eenvoudig is om contact te houden met oude vrienden die door heel Europa of zelfs de wereld zijn verspreid. Voor communicatie wordt veelal een e-mail discussielijst gebruikt. Onderwerpen die besproken worden zijn bijvoorbeeld de ontwikkelingen binnen het huidige AEGEE maar ook vacatures en persoonlijke aangelegenheden zoals geboortes. Ook vindt ongeveer viermaal per jaar een ontmoeting plaats die zowel formeel als informeel kan zijn. In het formele deel wordt bijvoorbeeld gesproken over werkervaringen en worden lezingen door leden gegeven over Europa. Het informele deel bestaat uit excursies, zeiltochten enzovoorts.
Het lidmaatschap staat open voor alle (oud-)leden van AEGEE.  De vereniging richt zich met name op (voormalig) AEGEE-leden die een actieve rol hebben gespeeld binnen de vereniging. 